# Eugnamptus punctatus
Eugnamptus punctatus là một loài bọ cánh cứng trong họ Rhynchitidae. Loài này được Pierce miêu tả khoa học năm 1913.